# Schloss Philippsburg (Braubach)

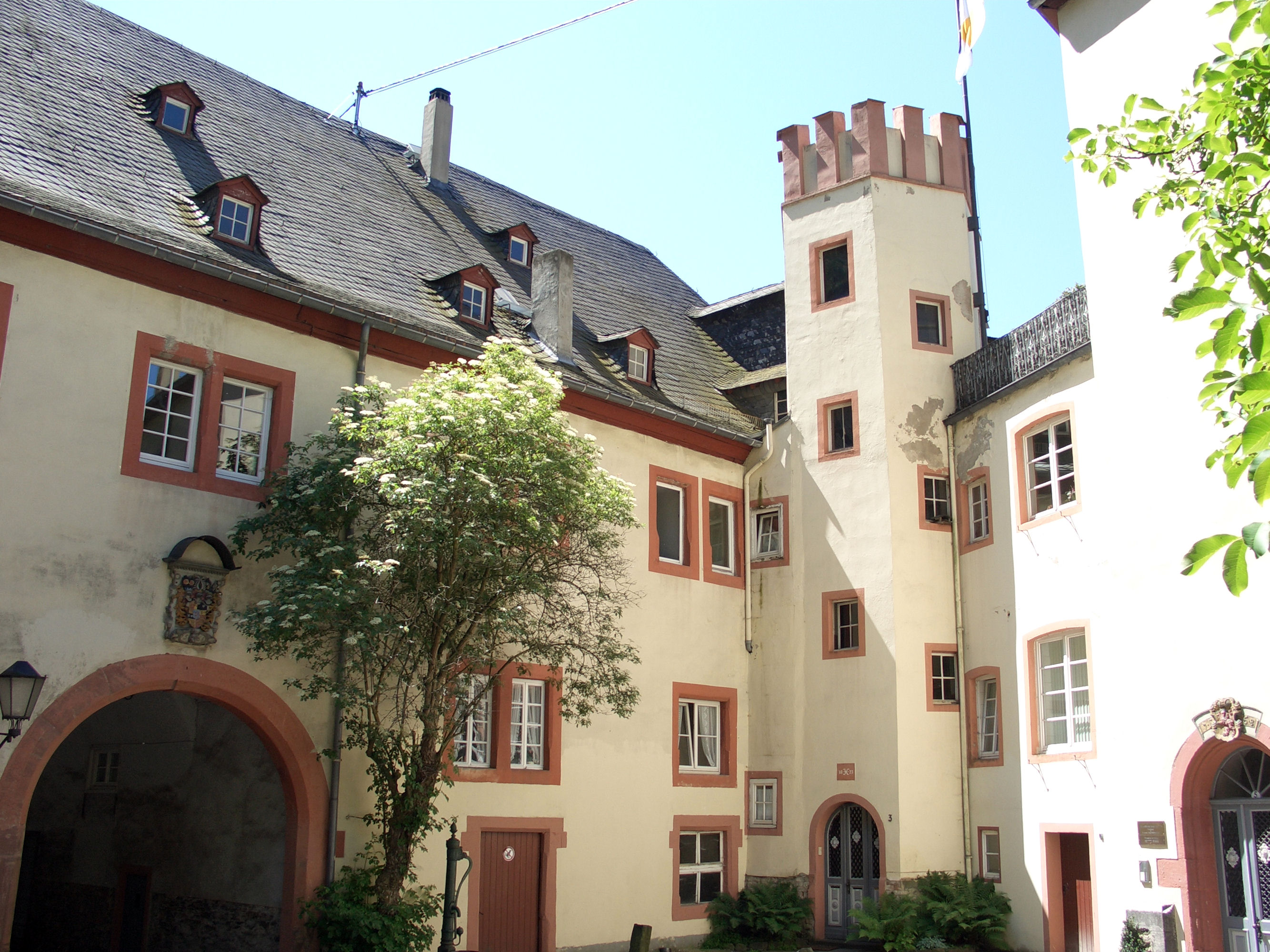
Südseite des Schlosses Philippsburg

Das Schloss Philippsburg ist eine Schlossanlage am südlichen Stadtrand von Braubach in Rheinland-Pfalz, am rechten Rheinufer gelegen. Seit 1999 ist es Sitz des Europäischen Burgeninstituts.
Durch zahlreiche Umbauten ist heute nur noch wenig von der originalen Bausubstanz erhalten. Lediglich ein Treppenturm am westlichen Wohnbau sowie zwei Torbauten mit Fachwerkgiebeln sind erhalten geblieben. Trotzdem wird an dieser Anlage in Verbindung mit der benachbarten Marksburg die geschichtliche Wandlung adeliger Residenzen von der mittelalterlichen Höhenburg zum frühneuzeitlichen Schloss in Tallage sehr gut deutlich.
Nach dem Denkmalschutzgesetz von Rheinland-Pfalz ist Schloss Philippsburg ein geschütztes Kulturdenkmal und in der Landes-Denkmalliste eingetragen.

## Geschichte
Schloss Philippsburg erhielt seinen Namen durch den Landgrafen Philipp II. von Hessen-Rheinfels, der die Anlage 1567 als künftigen Witwensitz in Auftrag gab, weil ein zeitgemäßes und repräsentatives Wittum die Brautwerbung um eine ebenbürtige Gemahlin erleichterte. Die ihm in der Erbteilung zugefallene Landgrafschaft Hessen-Rheinfels verfügte zu dieser Zeit nur über eine Reihe heruntergekommener mittelalterlicher Amtsburgen. Verantwortlich für die Bauausführung in der Zeit von 1568 bis 1571 zeichnete der hessische Baumeister Anton Dauer, der somit das erste Renaissanceschloss am Mittelrhein errichtete.
1569 heiratete Landgraf Philipp eine Tochter des pfälzischen Kurfürsten, Anna Elisabeth von Pfalz-Simmern. Die Eheleute lebten allerdings auf der sehr viel größeren Burg Rheinfels, links des Rheins oberhalb von Sankt Goar gelegen, die Philipp von 1569 bis 1581 sanieren und erweitern ließ. Erst nach Philipps Tod 1583, als die Grafschaft an seine Brüder fiel, bezog die Witwe bis 1602 das Schloss. Danach zog sie zu ihrem zweiten Gemahl, den sie 1599 geheiratet hatte.
Unter Einbezug der mittelalterlichen Stadtbefestigung Braubachs wurde ein dreigeschossiges Haupthaus mit einer dem Rhein zugewandten Schaufassade errichtet, das durch eine vorgelagerte Befestigung – bestehend aus zwei Rundtürmen und einer mit Schießscharten versehenen Kurtine – geschützt wurde. Ihm schloss sich südöstlich ein weiterer Flügel an, während im Nordosten des Haupthauses die älteren Wirtschaftsgebäude einer bereits zwischen 1425 und 1460 errichteten Kellerei der Grafen von Katzenelnbogen standen. Die Baufinanzierung erwies sich zeitweise als schwierig und gelang nur mit Kreditaufnahmen, da die kleine Grafschaft geringe Erträge abwarf und das Landgrafenpaar einen aufwändigen Hofstaat unterhielt.
Nach dem Tod ihres Mannes bewohnte Landgräfin Anna Elisabeth die Anlage von 1583 bis 1602. Ihr folgte als Bewohner Landgraf Johannes der Streitbare, der Schloss Philippsburg von 1643 bis 1651 als Residenz nutzte.

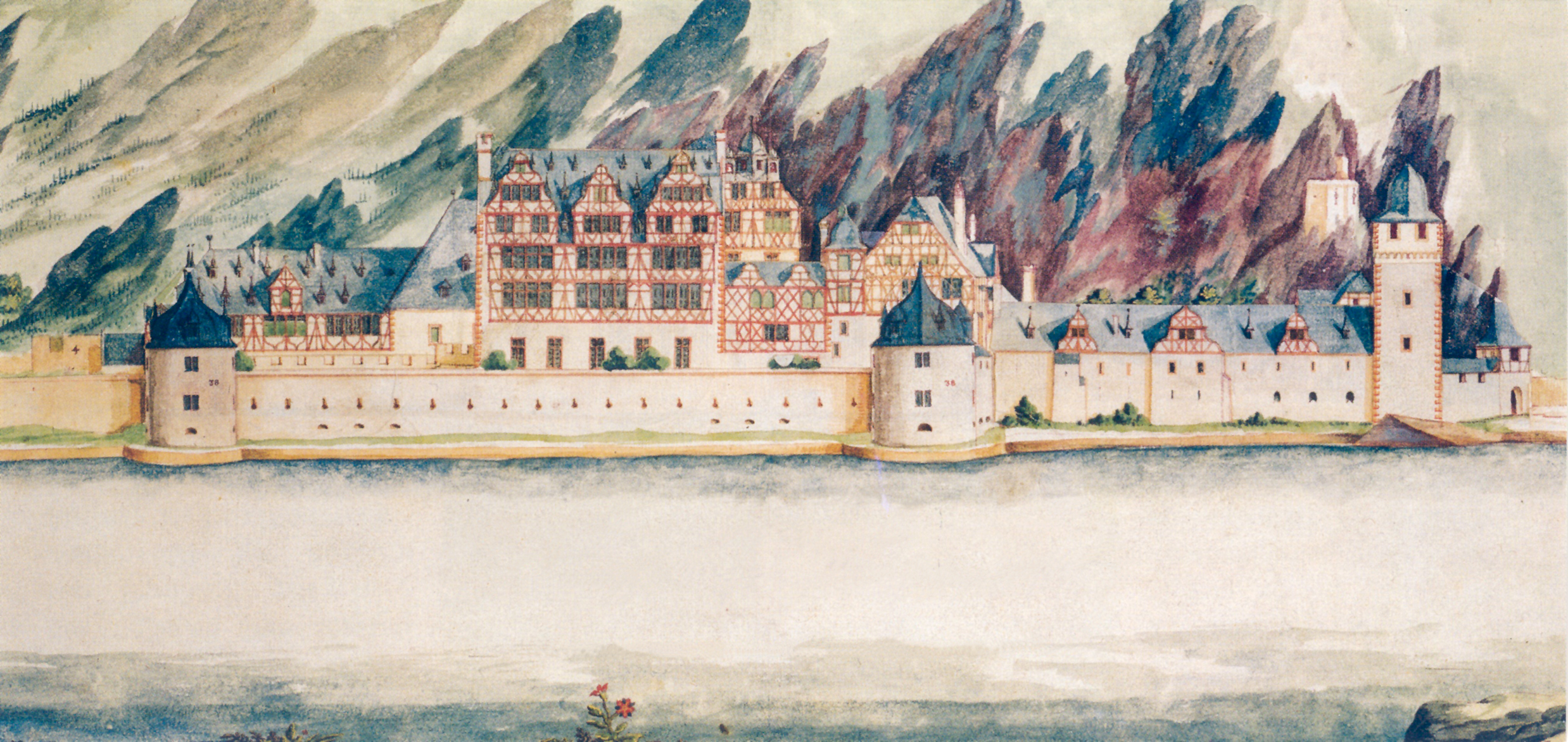
Schloss Philippsburg auf einer Bestandszeichnung von 1607 von Wilhelm Dilich

Nach seinem Tode 1651 blieb es dann weitgehend unbewohnt und verwahrloste durch den Verlust der Residenzfunktion. Ab 1802 war das Schloss im Besitz des Herzogtums Nassau, dessen Herrscher die verfallene Anlage 1804/05 renovieren ließ. Dabei mussten das Steildach mitsamt den Zwerchhäusern und deren dekorativen Giebeln sowie das dritte Geschoss des Wohnhauses entfernt werden.
In der Nachfolgezeit wurde das Schloss teilweise als Amtsgericht genutzt.
Der Unternehmer Johann Christian Heberlein kaufte den Komplex im Jahre 1822 und baute ihn zu einem Hotel aus. Bei den dazu vorgenommenen Bauarbeiten verlor das Hauptgebäude endgültig seine repräsentative Gestalt und erhielt sein heute eher bescheiden wirkendes Äußeres.
Beim Bau der rechtsrheinischen Eisenbahnstrecke im Jahr 1861 mussten zusätzlich Teile der südlichen Vorburg mitsamt dem so genannten Muckenturm sowie die Fortifikation an der Rheinfront abgerissen werden.
Seit 1997 gehört die Philippsburg der Deutschen Burgenvereinigung, die ihren Sitz auf der oberhalb gelegenen Marksburg hat. 1999 richtete die Burgenvereinigung nach weiteren Umbauten im sogenannten Hanika-Haus der Philippsburg das Europäische Burgeninstitut mit burgenkundlicher Bibliothek ein. Im ehemaligen Wirtschaftsgebäude sind heute Wohnungen eingerichtet. Der Innenhof des Schlosses ist für Besucher frei zugänglich.
Der Renaissancegarten des Schlosses ist heute Teil der Route der Welterbe-Gärten.

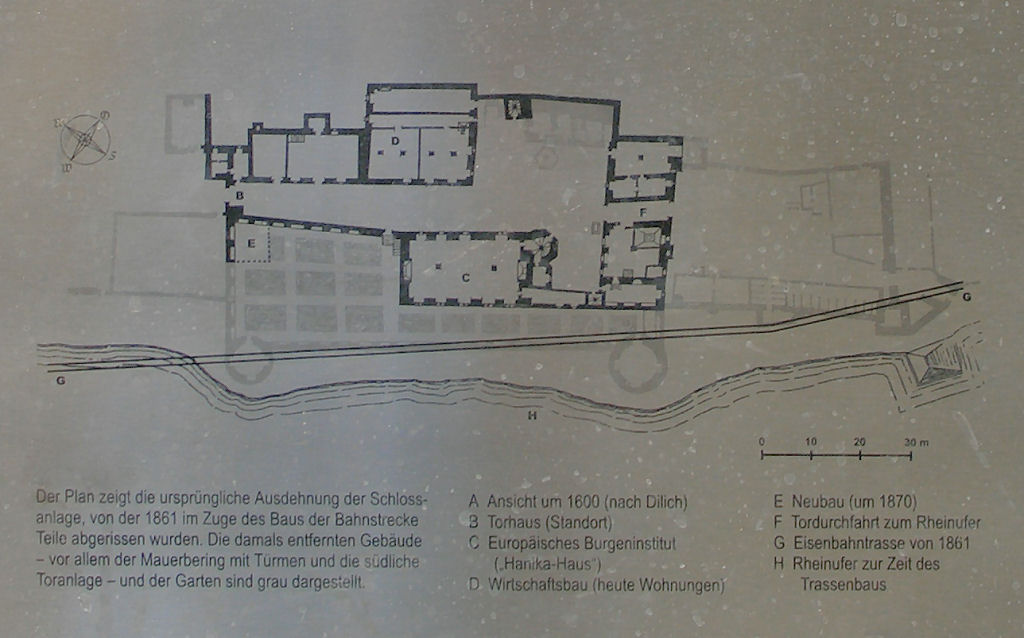
Plan des Schlosses Philippsburg
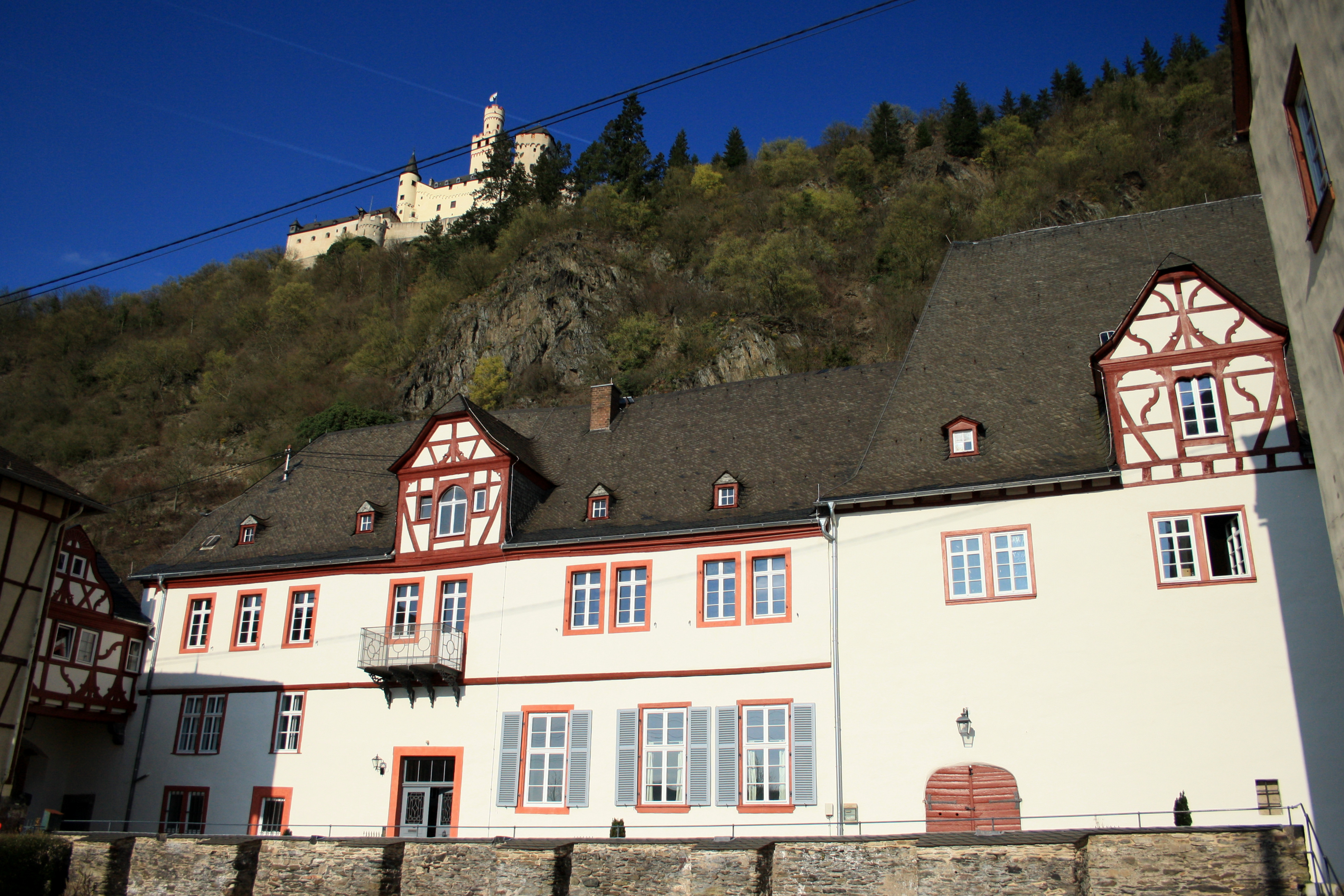
Wirtschaftstrakt der alten Kellerei, oberhalb die Marksburg
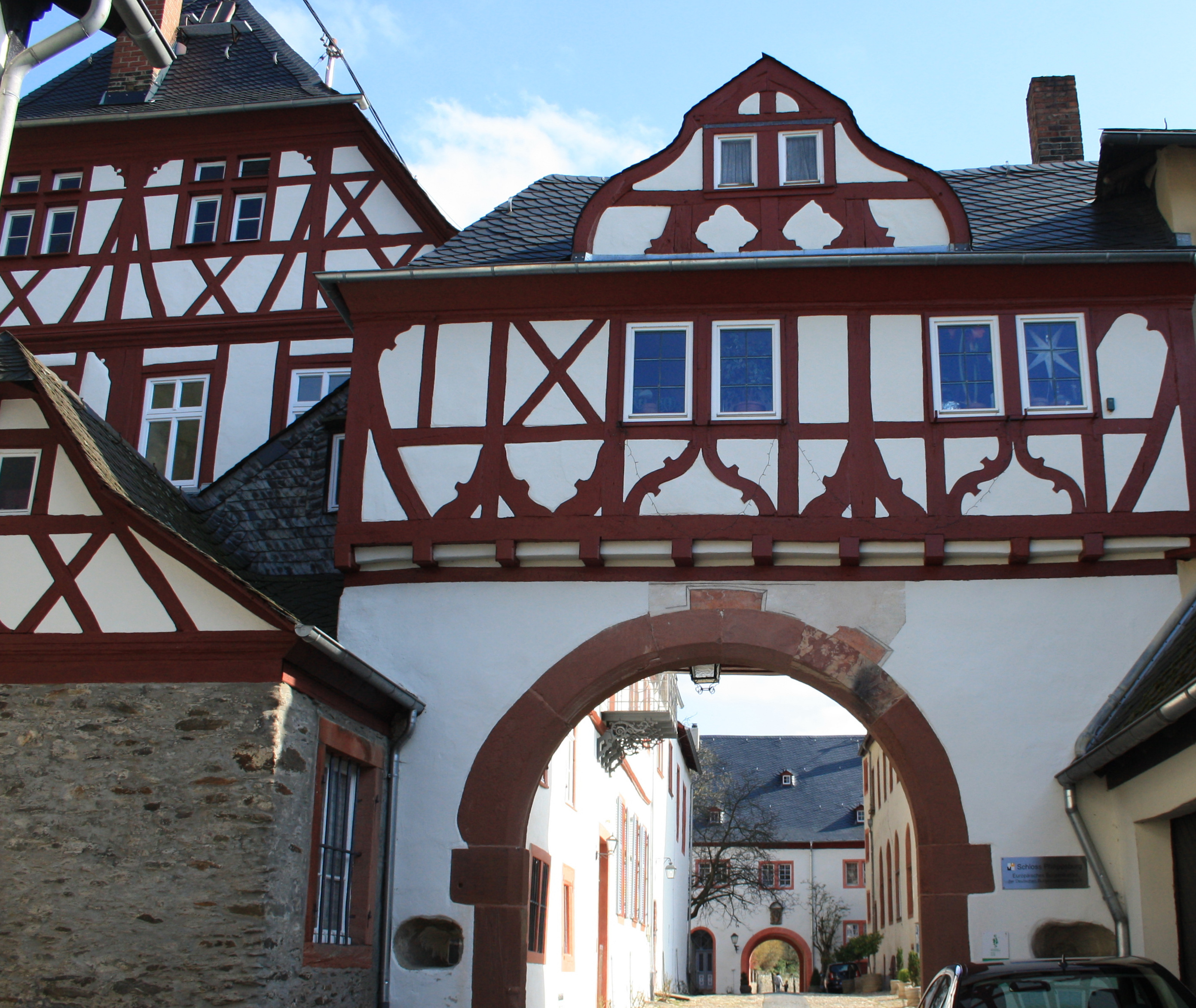
Blick in den Schlosshof mit den beiden Toren
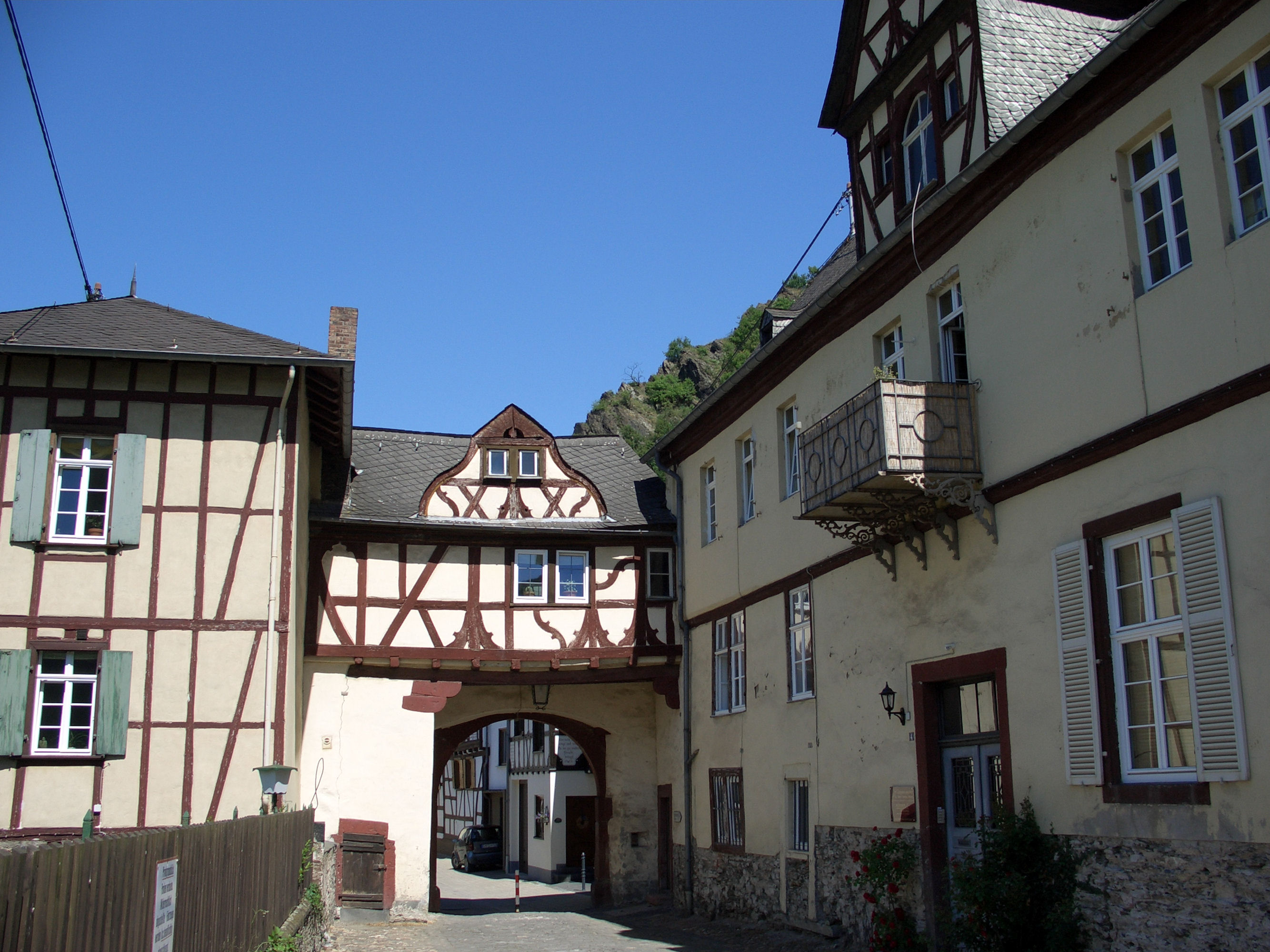
Nordtor
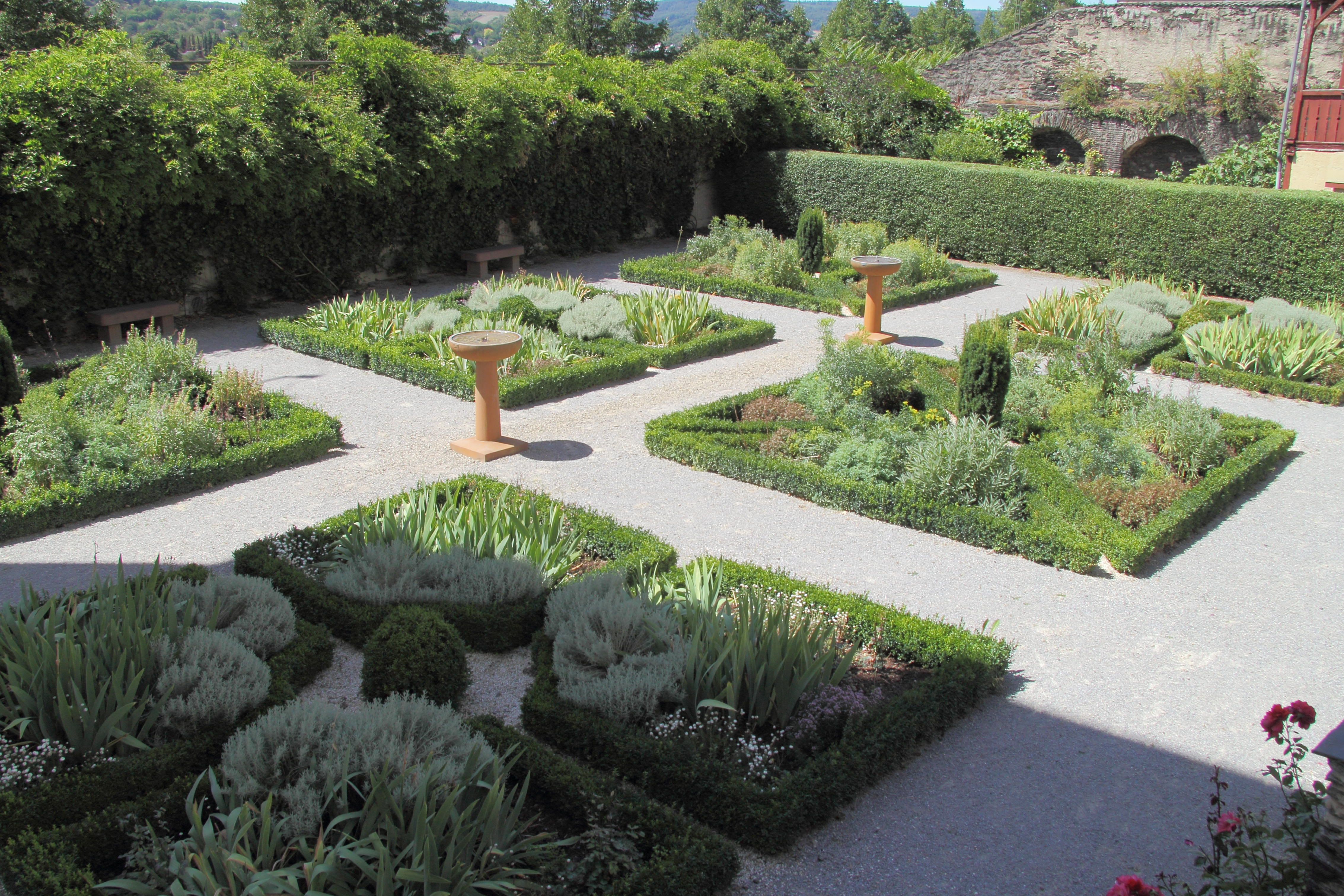
Garten